# Tworzysław
Tworzysław – staropolskie imię męskie. Składa się z członu Tworzy- ("tworzyć") -sław ("sława"). Oznacza prawdopodobnie "tego, który stwarza (kreuje) sławę". 
Żeńska forma: Tworzysława
Tworzysław imieniny obchodzi 31 grudnia